# Дінгісвайо
Дінгісвайо (англ. Dingiswayo, вимова зулу: [diŋɡisʷaːjo]) (приблизно 1780—1817) (при народженні Годонгвана) — король Мтетва, добре відомим своїм наставництвом над молодим зулуським генералом Шакою Зулу, який став найвидатнішим з зулуських королів. Його батьком був король Мтетва, Джобе Какай. Саме за Дінгісвайо Мтетва здобула популярність, здебільшого використовуючи дипломатію та асиміляцію сусідніх вождівств для зміцнення своєї влади. За Мтетвою (1995), Мтетва походять від народів нгуні з північного Наталу та гір Лубомбо, сучасна ідентичність яких сягає приблизно 700 років тому.

## Родовід
Родовід Дінгісвайо можна простежити до Мтетва першого. Цілком можливо, що Дінгісвайо та Звіде каЛанга мали одну родовід через Хабу КаМадунгу. Звіде був королем народів Ндвандве, Хумало, Мсене та Джеле.
Сімейна лінія Дінгісвайо Мтетва описана Музі Мтетва (1995) так:
- Дінґісвайо
- Джобе
- Хаї
- Хаба
- Мадунґу
- Сімаман і Венґве
- Ндлову
- Хубазі
- Ньямбоз
- Мтетва

## Раннє життя
Перша згадка про Годонгвану з'являється під час поневірянь Нанді та її незаконнонародженого сина Шаки, які оселилися з Мтетва під керівництвом короля Джобе. Годонгвана та його брат Тана змовилися проти свого батька Джобе, але їхню змову було розкрито. Тана був убитий, а Годонгвана втік. Доглядаючи за допомогою сестри, молодий чоловік знайшов притулок у передгір'ях Драконових гір серед людей Квабе та Лангені. Він змінив своє ім'я на Дінгісвайо, що означає «той, хто в біді або у вигнанні».

## Вождь Мтетва
Після смерті батька він повернувся  претендувати на посаду лідера. Він знайшов при владі свого брата Мавеве. Він його витіснив без опору. Маве втік, але його заманили назад і вбили.
Капітан Годдард Едвард Донован і доктор Ендрю Ковен з 83-го полку, які досліджували південний підхід до внутрішньої частини Африки і, ймовірно, були вбиті вождем Факатвайо, а Дінгісвайо згодом придбав коня та рушницю Ковена. Нова військова тактика Дінгісвайо полягала в застосуванні західних методів тренувань і пересування формувань під командуванням.
Маючи Шаку як свого генерала, він напав на Амангване під керівництвом Матіване приблизно в 1812 році та перегнав їх через річку Баффало. Це була перша з міграцій мфекане — племен, витіснених, пізніше зулусами, які, у свою чергу, витіснили інші в серії міжусобних воєн.
Дінгісвайо об'єднав кілька менших племен, щоб протистояти своєму головному супернику на півночі, вождю Звіде з Ндвандве.

## Смерть і спадок
У 1816 році Шака повернувся до Зулу, щоб претендувати на лідерство, але все ще визнаючи більших Мтетва та Дінгісвайо сюзереном. Однак під час спроби вторгнення на територію Звіде Дінгісвайо був схоплений і обезголовлений Звіде в Нгоме, поблизу Нонгоми. Його особисті речі були поховані в його краалі. Могила Дінгісвайо знаходиться на північному березі річки Тугела, в краалі КхеКхеКхе. Сили Мтетва були розгромлені та тимчасово розпорошені, а залишки реформувалися під керівництвом Шаки. Пізніше Звід зазнав поразки від Шаки в Громадянській війні Зулу.посилання
Кар'єра Дінгісвайо стала переломною в історії південно-східної Африки. Під час свого вигнання він познайомився з європейськими ідеями і втілив їх у життя, щоб вперше в регіоні створити дисципліновану та високоорганізовану армію. Після його смерті Шака розширив ці ідеї, щоб створити суворо дисципліноване суспільство на додаток до військових реформ Дінгісвайо.

### Цитування
1. ↑  Dictionary of African Biography / E. K. Akyeampong, Henry Louis Gates, Jr. — NYC: OUP, 2012.
2. ↑  Ade Ajayi, J. F. (1998). Africa in the Nineteenth Century Until the 1880s: Volume 6 of General history of Africa. University of California Press. с. 102-104. ISBN 0520067010.
3. ↑  Mthethwa, Muzi (1995), The History of abakwaMthethwa (Thesis), Department of History, University of Zululand, hdl:10530/1193
4. ↑  Myeni, Derick (December 2019). Book Review of Our Story – Godongwana becomes Dingiswayo by Jimmy Justice Maluleke et al. Yesterday and Today. 24 (24): 289–. ISSN 2223-0386.
5. ↑  Bourne, (Rowland) Richard, (born 27 July 1940), Head, Commonwealth Policy Studies Unit, Institute of Commonwealth Studies, London University, 1999–2005, Senior Research Fellow, 2006–16, Who's Who, Oxford University Press, 1 грудня 2007, doi:10.1093/ww/9780199540884.013.u8231, процитовано 31 травня 2022
6. ↑  Burke, E.E. (1975). The Southern Approach to the "Far Interior" (PDF). Rhodesiana (33): 19–.
7. ↑  Crampton, Hazel (2012). The Explorer Who Got Lost: Dr Andrew Cowan's Journal Found. South African Historical Journal. Informa UK Limited. 64 (4): 747—768. doi:10.1080/02582473.2012.661448. ISSN 0258-2473.
8. 1 2  MacKeurtan, G. (1948). The Cradle Days of Natal (1497–1845). Pietermaritzburg: Shuter and Shuter. OCLC 1101353155.
9. ↑  Koopman, A. (January 1979). Dingiswayo Rides Again. Journal of Natal and Zulu History. 2 (1): 1—12. doi:10.1080/02590123.1979.11964169. ISSN 0259-0123.
10. ↑  Otterbein, Keith F. (22 грудня 2020), The Evolution of Zulu Warfare 1, Feuding and Warfare, Routledge: 25—32, doi:10.4324/9781003102588-3, ISBN 978-1-003-10258-8, процитовано 31 травня 2022
11. ↑  Longman History of Southern Africa, Longman Publishing, 1978